# Musei archeologici di Istanbul
I Musei archeologici di Istanbul (in turco İstanbul Arkeoloji Müzesi) sono un polo museale di carattere archeologico, situato nel quartiere di Eminönü a Istanbul, in Turchia, vicino al parco di Gülhane e al palazzo Topkapi.
Il complesso è articolato in tre musei:
1. Il Museo di Archeologia (edificio principale);
2. Il Museo dell'Antico Oriente;
3. Il Museo di Arte islamica.

Questi musei ospitano oltre un milione di reperti che rappresentano i pezzi più significativi per la storia della cultura dell'Anatolia.

## Storia
Il sultano ottomano Abdülaziz (r. 1861-1876) fu impressionato dai musei archeologici di Parigi (30 giugno - 10 luglio 1867), Londra (12-23 luglio 1867) e Vienna (28-30 luglio 1867) che visitò nell'estate del 1867, e ordinò che un simile museo archeologico fosse istituito a Istanbul.

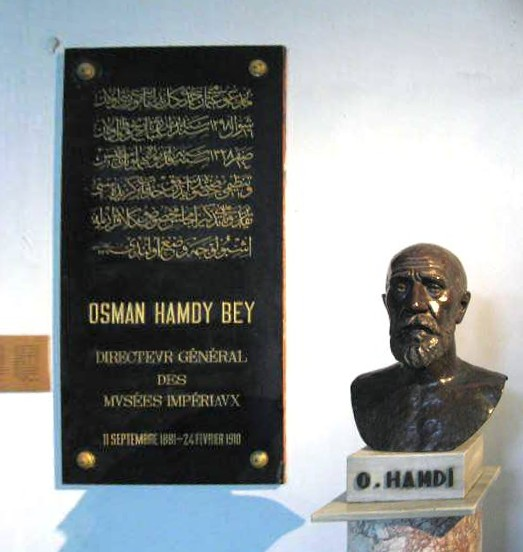
Busto ed epigrafe dedicati a Osman Hamdi Bey

Il sito dove sorgono i musei fa parte dei giardini esterni del palazzo di Topkapı. Fondato come Museo Imperiale (İmparatorluk Müzesi), aprì al pubblico nel 1891. Il primo direttore fu Osman Hamdi Bey, artista, archeologo e oceanografo. Le collezioni imperiali furono in seguito ampliate dalle prime leggi di tutela del patrimonio: dalle province, infatti, molti governatori inviarono beni di carattere artistico.
Dal punto di vista architettonico, l'edificio più antico è il Chiosco piastrellato, commissionato dal Sultano Mehmed II nel 1472. Tra gli esempi più significativi dell'architettura ottomana civile, era parte dei giardini esterni del complesso palaziale imperiale. Tra il 1875 e il 1891 ospitò le nascenti raccolte imperiali. L'attuale edificio principale è stato iniziato da Osman Hamdi Bey nel 1881, deve le sue forme neogreche all'architetto Alexandre Vallaury, 1908.
Il Museo dell'Antico Oriente fu commissionato da Osman Hamdi Bey nel 1883 come Scuola di Belle Arti. Trasformato in Museo già nel 1935, dopo anni di chiusura venne riaperto nel 1974.

## Le opere maggiori
- Sarcofago di Alessandro
- Sarcofaco delle Piangenti
- Sarcofago di Tabnit